# Siren (série télévisée, 2018)
Pour les articles homonymes, voir Siren.
Siren ou Sirène (au Québec) est une série télévisée américaine, créée par Eric Wald et Dean White et produite par Emily Whitesell, diffusée entre le 29 mars 2018 et le 28 mai 2020 sur Freeform aux États-Unis et sur ABC Spark au Canada.
En France, la série est diffusée depuis le 6 novembre 2018 sur 6ter, rediffusée sur Téva en 2020, et au Québec depuis le 7 janvier 2019 sur VRAK. En Belgique, la série est disponible depuis le 23 février 2021 sur Disney+.

## Synopsis
Quand une mystérieuse jeune femme débarque à Bristol Cove, une petite ville portuaire connue pour avoir autrefois abrité des sirènes, la légende renaît. En effet, ces prédateurs sont de retour pour réclamer leurs droits sur l’Océan. C'est le début d'une bataille entre l'Homme et la mer.

## Distribution

### Acteurs principaux
- Alex Roe (VF : Eilias Changuel) : Ben Pownall
- Eline Powell (VF : Cerise Calixte) : Ryn Fisher
- Fola Evans-Akingbola (en) (VF : Aurélie Konaté) : Madeline « Maddie » Bishop
- Ian Verdun (VF : Namakan Koné) : Xander McClure
- Rena Owen (VF : Brigitte Virtudes) : Helen Hawkins
- Tiffany Lonsdale : Tia (saison 3)

### Anciens acteurs principaux
- Sibongile Mlambo (VF : Géraldine Asselin) : Donna (saison 1)

### Acteurs récurrents
Introduits lors de la première saison :
- Curtis Lum (VF : Stéphane Fourreau) : Calvin
- Chad Rook (VF : Thibaut Lacour) : Chris Mueller
- Gil Birmingham (VF : Joël Zaffarano) : Sheriff Dale Bishop, père de Maddie
- David Cubitt (VF : Renaud Marx) : Ted Pownall, père de Ben
- Sarah-Jane Redmond (VF : Isabelle Ganz) : Elaine Pownall, mère de Ben
- Tammy Gillis (en) (VF : Anne Tilloy) : Marissa Staub, adjointe du département du shérif
- Ron Yuan (en) (VF : Jérémy Prévost) : Aldon Decker (saison 1)
- Anthony Harrison (VF : Jean-François Aupied) : Amiral Harrison, le chef de la base militaire
- Sedale Threatt Jr. (VF : Jhos Lican) : Levi, triton
- Aylya Marzolf (VF : Charlotte Junière) : Katrina, sirène alpha
- Andrew Jenkins (VF : Benjamin Pascal) : Doug Pownall, frère de Ben
- Brian Anthony Wilson (en) (VF : Jean-Luc Atlan) : Sean McClure, père de Xander
- Jill Teed (VF : Cathy Diraison) : Widow McClure, mère de Xander
- Ntare Guma Mbaho Mwine : Professeur Aldon Decker
- Graeme Duffy (VF : Olivier Benard) : Clarence, adjoint du département du shérif
- Patrick Gallagher (VF : Stéphane Bazin) : Dr Abbott
- Toby Levins (VF : Laurent Larcher) : Donnie
- Hannah Levien (VF : Céline Melloul) : Janine
- Veronika Hadrava : Donna Stevenson, infirmière de la base militaire
- David Kaye (VF : Erwan Zamor) : Jerry
- Ellen Ewusie (VF : Kahina Tagherset) : Tanya

Introduits lors de la deuxième saison :
- Garcelle Beauvais (VF : Annie Milon) : Susan Bishop, la mère de Maddie
- Natalee Linez (VF : Alice Taurand) : Nicole
- Hugo Ateo (VF : Xavier Couleau) : Sarge (triton)
- Millan Tesfazgi (VF : Julie Turin) : Cami (sirène)
- Georgia Waters (VF : Béatrice Bruno) : Eliza (sirène)
- Alvina August (VF : Déborah Claude) : Viv (sirène)
- Brendan Fletcher (VF : Thierry Wermuth) : Rick Marzdan
- Luc Roderique (VF : Diouc Koma) : Ian Sutton

Introduits lors de la troisième saison :
Sisse Marie : Yura
Version française
- Société de doublage : Dubbing Brothers[3]
- Direction artistique : Laurence Sacquet[3]
- Adaptation : Christine De Chérisey et Stéphanie Ponchon

 Source et légende : version française (VF) sur RS Doublage

## Production

### Développement
Le 25 juillet 2016, Freeform commande un pilote sous le titre The Deep.
Le 19 avril 2017, la série est officiellement commandée sous son titre actuel pour une diffusion durant le printemps 2018.
Le 7 octobre 2017, il a été annoncé que la série sera diffusée à partir du 29 mars 2018 avec deux épisodes.
Le 15 mai 2018, la série a été renouvelée pour une deuxième saison de seize épisodes.
Le 26 août 2018, Freeform a annoncé que la deuxième saison sera diffusée à partir de janvier 2019.
Le 4 octobre 2018, lors du Comic-Con de New York, Freeform a annoncé lors d'une bande annonce que la deuxième saison débutera à partir du 24 janvier 2019.
Le 14 mai 2019, la série est renouvelée pour une troisième saison.
Le 5 août 2020, Freeform a annulé la série après trois saisons.

### Attribution des rôles
Le 24 août 2016, Eline Powell rejoint la distribution dans le rôle de Po (devenue Ryn) et Rena Owen dans celui d'Helen.
Le 26 septembre 2016, Ian Verdun rejoint la distribution dans le rôle de Xander, suivi quelques jours après d'Alex Roe et Fola Evans-Akingbola dans les rôles de Ben et Maddie.
Le 26 juillet 2017, Sibongile Mlambo rejoint la distribution en tant que personnage régulier dans le rôle de Donna.
Le 18 août 2018, Garcelle Beauvais rejoint la distribution de la deuxième saison dans le rôle de Susan Bishop.
Le 30 août 2018, Natalee Linez rejoint la distribution en tant que personnage régulier dans le rôle de Nicole.

### Tournage
Le tournage a débuté le 2 août 2017, elle est principalement tournée à Vancouver, en Colombie-Britannique, au Canada.
La plupart des scènes extérieures de la ville fictive de Bristol Cove sont filmées à Steveston, près de Richmond et au Port Moody dans le district régional du Grand Vancouver.

### Fiche technique
Sauf indication contraire, les informations mentionnées dans cette section peuvent être confirmées par la base de données cinématographiques IMDb,  présente dans la section « Liens externes ».
- Titre original : Siren
- Titre québécois : Sirène
- Développement : Eric Wald et Dean White
- Direction artistique : Joanna Dunn et Carla Miranda
- Décors : Josh Plaw
- Costumes : Maria Livingstone
- Photographie : Stephen Jackson, Mark Chow et Brian Pearson
- Montage : David Beatty, Scot J. Kelly, Geoffrey O'Brien, Mitchell Danton, Peter Gvozdas
- Musique : Michael A. Levine
- Casting : Elizabeth Barnes, Tiffany Mak et Tannis Vallely
- Production exécutive : Nate Hopper, Brad Luff, RD Robb, Dean White, Scott Stewart, Eric Wald, Emily Whitesell
- Producteur : Tracey Jeffrey (pilote), Peter Lhotka
- Coproducteur : Nick Copus
- Société de production : Freeform Original Production et Stockton Drive Inc.
- Sociétés de distribution (télévision) : Disney-ABC Domestic Television (États-Unis), ABC Spark (Canada), Syfy (Royaume-Uni)
- Pays d'origine :  États-Unis
- Langue originale : anglais
- Format : couleur
- Genre : Série télévisée dramatique, fantastique et thriller
- Durée d'un épisode : 42–45 minutes
- Public :
  -  États-Unis :

## Épisodes
| Saisons | Saisons | Nombre d'épisodes | Diffusion originale sur Freeform | Diffusion originale sur Freeform |
| Saisons | Saisons | Nombre d'épisodes | Début de saison                  | Fin de saison                    |
| ------- | ------- | ----------------- | -------------------------------- | -------------------------------- |
|         | 1       | 10                | 29 mars 2018                     | 24 mai 2018                      |
|         | 2       | 16                | 24 janvier 2019                  | 1er août 2019                    |
|         | 3       | 10                | 2 avril 2020                     | 28 mai 2020                      |

### Première saison (2018)
1. Le Chant des sirènes (Pilot)
2. L'Appât (The Lure)
3. Expérimentations (Interview with a Mermaid)
4. L’Échappée belle (On the Road)
5. Les Affamés (Curse of the Starving Class)
6. Sœurs ennemies (Showdown)
7. Le Pacte (Dead in the Water)
8. Le Poids des émotions (Being Human)
9. Mer de sang (Street Fight)
10. L'Appel des profondeurs (Aftermath)

### Deuxième saison (2019)
La deuxième saison est diffusée en deux parties. La première a démarré le 24 janvier 2019 aux États-Unis, et la deuxième à partir du 13 juin 2019.
1. Les Nouvelles (The Arrival)
2. Le Danger (The Wolf at the Door)
3. L'Ordre des choses (Natural Order)
4. Nouvelle stratégie (Oil and Water)
5. Instincts primitifs (Primal Instincts)
6. Les Uns contre les autres (Distress Call)
7. Le Piège (Entrapment)
8. Révolte (Leverage)
9. Retour à la case départ (No North Star)
10. Nature hybride (All In)
11. Effets secondaires (Mixed Signals)
12. Perte de contrôle (Serenity)
13. Le refuge (The Outpost)
14. Profanation (The Last Mermaid)
15. Rite de passage (Sacrifice)
16. Nouvel ordre mondial (New World Order)

### Troisième saison (2020)
La troisième saison est diffusée entre le 2 avril 2020 et le 28 mai 2020 aux États-Unis.
1. titre français inconnu (Borders)
2. titre français inconnu (Revelations)
3. titre français inconnu (Survivor)
4. titre français inconnu (Life and Death)
5. titre français inconnu (Mommy and Me)
6. titre français inconnu (The Island)
7. titre français inconnu (Northern Exposure)
8. titre français inconnu (Til Death Do Us Part)
9. titre français inconnu (A Voice in the Dark)
10. titre français inconnu (The Toll of the Sea)

## Accueil

### Audiences
| Saisons | Saisons | Nombre d'épisodes | Jour et heure de diffusion | Diffusion originale sur Freeform | Diffusion originale sur Freeform | Année | Audience moyenne (en millions) | Audience moyenne (en millions) | Audience moyenne (en millions) |
| Saisons | Saisons | Nombre d'épisodes | Jour et heure de diffusion | Début de saison                  | Fin de saison                    | Année | Première                       | Finale                         | Moyenne                        |
| ------- | ------- | ----------------- | -------------------------- | -------------------------------- | -------------------------------- | ----- | ------------------------------ | ------------------------------ | ------------------------------ |
|         | 1       | 10                | Jeudi à 20 h               | 29 mars 2018                     | 24 mai 2018                      | 2018  | 0.87                           | 0.66                           | TBA                            |
|         | 2       | 16                | Jeudi à 20 h               | 24 janvier 2019                  | 1er août 2019                    | 2019  | 0.71                           | 0.41                           | TBA                            |
|         | 3       | 10                | Jeudi à 20 h               | 2 avril 2020                     | 28 mai 2020                      | 2020  |                                |                                |                                |

### Critiques
Sur le site "Rotten Tomatoes", la série a une cote d'approbation de 93% sur 15 avis, avec une note moyenne de 7,75/10.

## Distinctions
Sauf indication contraire, les informations mentionnées dans cette section peuvent être confirmées par la base de données cinématographiques IMDb,  présente dans la section « Liens externes ».
| Année | Prix                                 | Catégorie            | Nomination | Résultat   |
| ----- | ------------------------------------ | -------------------- | ---------- | ---------- |
| 2018  | 20e cérémonie des Teen Choice Awards | Meilleure révélation | Siren      | Nomination |